# Bob Veith
Bob Veith (n. 1 noiembrie 1926 – d. 29 martie 2006 a fost un pilot de curse auto american care a evoluat în Campionatul Mondial de Formula 1 între anii 1956 și 1960.
1. ↑   http://ilikeracing.com/racing_deaths_news/bob_veith_passes_away_20060402.html Lipsește sau este vid: |title= (ajutor)